# Istočni Drvar
La municipalidad de Istočni Drvar se localiza dentro de la región de Banja Luka, dentro de la República Srpska, en Bosnia y Herzegovina.

## Localidades
Esta municipalidad de la República Srpska, localizada en Bosnia y Herzegovina se encuentra subdividida en las siguientes localidades a saber:
- Potoci
- Srnetica
- Uvala

## Geografía
Istočni Drvar se encuentra en una zona densamente boscosa, entre los municipios de Petrovac, en el norte-oeste, Ribnik en el este, y Drvar, en el sur.

## Demografía
Si se considera que la superficie total de este municipio es de 66,17 kilómetros cuadrados y su población está compuesta por unas sesenta y ocho personas, se puede estimar que la densidad poblacional de esta municipalidad es de solo un habitantes por cada kilómetro cuadrado de esta división administrativa. La mayoría de los escasos habitantes de esta municipalidad son de la etnia serbobosnia.